# Форфар
Фо́рфар (англ. Forfar, шотл. Forfar, шотл. гел. Fharfair) — місто на сході Шотландії, адміністративний центр області Ангус.
Населення міста становить 13 500 осіб (2006).

## Відомі люди
- Олександр Нілл (1883—1973) — видатний англійський педагог XX століття; новатор англійської освіти; засновник школи Саммерхілл.